# Edgar Gonsalves Preto
Edgar Gonsalves Preto (Funchal, 1937))é um humorista, escritor, autor teatral, realizador e assistente de realização português.

## Biografia
Nasceu em 1937 no Funchal. 
Cursou Direito em Coimbra, em 1958. Já em Lisboa, no Cineclube Universitário começa a interessar-se por cinema e no princípio da década de 60 escreve na revista ‘Imagem’. 
Foi assistente de realização no filme “Dom Roberto” (1962) e, depois, em “Le Pas de Trois”, de Alain Bornet (1963), e “Le Grain de Sable”, de Pierre Kast (1964), Gonsalves Preto aventura-se na realização em 1969, com a curta-metragem “As Deambulações do Mensageiro Alado”. Entre 1970 e 1972 trabalha em publicidade e no magazine cinematográfico VIP - 87, da Cinegra.
3Em 1972, convidado para escrever para o espetáculo musical “Dura Lex Sed Lex”, no Teatro ABC, estreando-se sob o pseudónimo Thomas Genebra. Seguem-se vários espetáculos em que é co-autor, especialmente teatro de revista.

## Autor (Teatro)
1972 - Dura Lex Sed Lex (Teatro ABC), É o Fim da Macacada (T. ABC), parceria com Francisco Nicholson, Mário Alberto, Nicolau Breyner e Rolo Duarte; 1973 - É pró Menino e prá Menina (T. ABC), com F. Nicholson, M. Alberto e N. Breyner; 1974 - Tudo a Nu (T. ABC), com F. Nicholson e M. Alberto, Pides na Grelha (Teatro Ádóque), com F. Nicholson e M. Alberto; 1975 - A CIA dos Cardeais (T. Ádóque), com F. Nicholson e M. Alberto; 1976 - A Grande Cegada (T. Ádoque), com F. Nicholson, César de Oliveira, Ary dos Santos e Ferro Rodrigues; 1977 - A Paródia (T. Ádóque), com F. Nicholson e Ary dos Santos, Ó Calinas Cala a Boca (T. Ádóque), com F. Nicholson, Ary dos Santos e Henrique Viana; 1978 - Ora Vê Lá Tu (T. Ádóque), com F. Nicholson e Henrique Viana, Roupa Velha (T. Ádóque), com F. Nicholson e M. Alberto, Fardos e Guitarradas (T. Ádóque), com F. Nicholson, Artur Semedo e H. Viana; 1979 -1926 Noves Fora Nada (T. Ádóque), com F. Nicholson, A. Semedo e H. Viana, Querias mas não Te Dou (T. Ádóque), com F. Nicholson, M. Alberto e H. Viana; 1980 - Chiça, Este É o Bom Governo de Portugal (T. Ádoque), com F. Nicholson; 1981 – Há Petróleo no Beato (T. Variedades)"com Raul Solnado, Francisco Mata e Júlio César, Paga as Favas (T. Ádóque), com F. Nicholson; 1982 – Tá Entregue à Bicharada (T. Ádóque), com F. Nicholson, Pr'á Frente Mayer (Bar Stress), Chá e Porradas (T. ABC), com F. Nicholson, César de Oliveira e Rogério Bracinha, É sempre a Aviar (T. ABC), com F. Nicholson e João Nobre; 1984 - O Preto no Branco (Memorial Bar); 1985 - E a Lata Continua (T. ABC), com Nicolau Breyner, Fernando Gomes e Eduardo Damas; 1987 - Ai Que Boas (Maxime), com Mário Alberto; 1990 – A Grande Festa (T. Variedades), com Francisco Nicholson e Marcelino Mota; 1994 – Lisboa Meu Amor (T. ABC), com F. Nicholson, Nuno Nazareth Fernandes, M. Mota e Mário Rainho.